# سن-مالو، کبک
سن-مالو (به فرانسوی: Saint-Malo) شهری در منطقه شهری کوتیکوک ناحیه استری در استان کبک کانادا است. در سرشماری سال ۲۰۱۱ این شهر ۵۶۸ نفر جمعیت داشته‌است و مساحت آن ۱۲۹٫۳ کیلومتر مربع است.